# Peter Sturholdt
Peter Johnson Sturholdt (Minnesota, 7 dicembre 1885 – St. Louis, 27 giugno 1919) è stato un pugile statunitense.
Partecipò alle gare di pugilato dei pesi leggeri ai Giochi olimpici di Saint Louis 1904, dove vinse la medaglia di bronzo a seguito della squalifica di Jack Egan.

## Palmarès
In carriera ha conseguito i seguenti risultati:
- Giochi olimpici

St. Louis 1904: una medaglia di bronzo nella categoria pesi leggeri.